# I'm in the Band
I'm in the Band, is een live-action sitcom uitgezonden op Disney XD in de Verenigde Staten en op Disney Channel in Canada. De eerste was op 14 juli, 2009, met een "heimelijke voorbeschouwing" uitgezonden op 27 november in de Verenigde Staten, 2009; de serie werd later overgenomen door het netwerk van Disney XD, met de eerste aflevering getoond als een "heimelijke voorbeschouwing" in het Verenigd Koninkrijk. De serie werd daar uitgezonden op 18 januari 2010 en werd bekeken door 863.000 kijkers.
op 26 april 2010 werd aangekondigd dat er een tweede seizoen zou komen van I'm in the Band in het Verenigd Koninkrijk.

## Plot
De 15-jarige Tripp Campbell droomt ervan om mee te spelen in the Iron Weasel met een Hendrix-achtige gitaar. Wanneer hij met een radioprogramma een diner wint met de "Iron Weasel", wordt zijn droom werkelijkheid. Hij slaagt erin om ze te imponeren met zijn gitaarspel en als wonder boven wonder belandt hij als gitaar-leider in de band.
"Iron Weasel" is samengesteld uit drie volwassenen: Derek Jupiter als zanger, Burger Pitt als bassist en Ash als drummer. De band vindt het een slecht idee om een kind in hun band te krijgen. Maar, moe van het leven in hun krappe busje mag Tripp alsnog in de band omdat Ash, Derek en Burger dan in het huis van Tripp mogen slapen in de logeerkamer.

## Personages
- Tripp Ryan Campbell (Logan Miller) is de 15-jarige gitarist van "Iron Weasel" die altijd al heeft gedroomd om in de band te komen. Ondanks zijn leeftijd, is Tripp de meest volwassene van alle leden van "Iron Weasel" en hij is vastbesloten om band weer te laten optreden.
- Derek Jupiter (Steve Valentine) is Iron Weasels Britse, eigenwijze, toevallige egocentrische maar eerlijk charmante zanger. Hij is bekend een zeer goede goochelaar te worden zoals bij "Magische Tripp" en kan Spaans spreken in "Vervelende Arlene". Hij bracht een baby in Road Tripp.
- Ash Tyler (Stephen Full) is drummer van de band, die vaak wordt afgebeeld als de domste een van de leden van "Iron Weasel". Hij wordt behandeld als een vis die hun huisdier was en Sushi heette, deze werd vermoord. In een aflevering dacht hij dat er allemaal dingen verkeerd gingen als hij een broek aanhad, maar later bleek dat niet zo te zijn.
- Burger Pitt (Greg Baker) is de etende liefdevolle, licht dimmende, bassist van "Iron Weasel". Hij heeft een zeer geëlektrificeerde persoonlijkheid als een rockster, en heeft aangetoond dat je een heleboel plezier kan hebben in lichamelijke handelingen. Verder lijkt deze ook erg veel op de drummer van de Amerikaanse rockband Guns n' Roses
- Isabella "Izzy" Fuentes (Caitlyn Taylor Love) is een van Tripps beste vrienden die fan is van "Iron Weasel". Zij wil in de eerste aflevering alles van "Iron Weasel" hebben.

## Originele cast

### Hoofdrollen
| Acteur              | Personage               | Hoofdrol in seizoen(en) | Terugkerende rol in seizoen(en) |
| ------------------- | ----------------------- | ----------------------- | ------------------------------- |
| Logan Miller        | Tripp Ryan Campbell     | 1, 2                    |                                 |
| Steve Valentine     | Derek Jupiter           | 1, 2                    |                                 |
| Greg Baker          | Burger Pitt             | 1, 2                    |                                 |
| Stephen Full        | Ash Tyler               | 1, 2                    |                                 |
| Caitlyn Taylor Love | Isabella "Izzy" Fuentes | 1, 2                    |                                 |
| Aaron Albert        | Jared                   | 2                       | 1                               |

### Terugkerende rollen
| Acteur              | Personage              |
| ------------------- | ---------------------- |
| Beth Littleford     | Beth Campbell          |
| Raini Rodriguez     | "Annoying" Arlene Roca |
| Reginald VelJohnson | Cornelius Strickland   |
| Carlos Alazraqui    | Barry Roca             |
| Katelyn Pacitto     | Lana                   |
| Don Yates           | Ernesto the Besto      |
| Grayson Russell     | Martin                 |
| Onbekend            | Iris                   |
| Onbekend            | Bianca Ortega          |
| Zayne Emory         | Charles                |
| Onbekend            | Bryce Johnson          |

## Nederlandse cast

### Crew
| Functie              | Naam                |
| -------------------- | ------------------- |
| Regie Dialoog        | Huub Dikstaal       |
| Regie Zang           | Franky Rampen       |
| Uitvoerend Producent | Sander van der Poel |
| Vertaling Dialoog    | Stefan Thijs        |
| Vertaling Zang       | Edward Reekers      |
| Techniek             | Richard Verroen     |
| Mixage               | Kris Schulp         |

### Hoofdrollen
| Stemacteur            | Personage               | Hoofdrol in seizoen(en) | Terugkerende rol in seizoen(en) |
| --------------------- | ----------------------- | ----------------------- | ------------------------------- |
| Maikel Nieuwenhuis    | Tripp Ryan Campbell     | 1, 2                    |                                 |
| Peter Paul Muller     | Derek Jupiter           | 1, 2                    |                                 |
| Martin van der Starre | Derek Jupiter (zang)    | 1, 2                    |                                 |
| Zjon Smaal            | Burger Pitt             | 1, 2                    |                                 |
| Ewout Eggink          | Ash Tyler               | 1, 2                    |                                 |
| Yael van Rosmalen     | Isabella "Izzy" Fuentes | 1, 2                    |                                 |
| Sander van Amsterdam  | Jared                   | 2                       | 1                               |

### Terugkerende rollen
| Stemacteur    | Personage            |
| ------------- | -------------------- |
| Frans Limburg | Directeur Strickland |
| Niki Romijn   | Beth Campbell        |
| Timo Bakker   | Ernesto de Besto     |
| Eva Poppink   | Lana                 |

## Internationaal uitgezonden
| Land / Regio        | Serie première                                   | Zender                     | Titel                          |
| ------------------- | ------------------------------------------------ | -------------------------- | ------------------------------ |
| Verenigde Staten    | 18 januari 2010                                  | Disney XD (United States)  | I'm in the Band                |
| Canada              | 15 februari 2010                                 | Family Channel             | I'm in the Band                |
| Australië           | 5 maart 2010                                     | Disney Channel (Australië) | I'm in the Band                |
| Verenigd Koninkrijk | 6 maart, 2010                                    | Disney XD UK & Ierland     | I'm in the Band                |
| Ierland             | 6 maart, 2010                                    | Disney XD UK & Ierland     | I'm in the Band                |
| Polen               | 20 maart 2010                                    | Disney XD (Polen)          | Ja w kapeli                    |
| Polen               | 29 mei 2010                                      | Disney Channel (Polen)     | Ja w kapeli                    |
| Griekenland         | 20 maart 2010                                    | Disney XD (Griekenland)    | Είμαι στο συγκρότημα           |
| Argentinië          | 20 maart 2010                                    | Disney XD Latin America    | Estoy en la Banda              |
| Mexico              | 20 maart 2010                                    | Disney XD Latin America    | Estoy en la Banda              |
| Chili               | 20 maart 2010                                    | Disney XD Latin America    | Estoy en la Banda              |
| Peru                | 20 maart 2010                                    | Disney XD Latin America    | Estoy en la Banda              |
| Colombia            | 20 maart 2010                                    | Disney XD Latin America    | Estoy en la Banda              |
| Venezuela           | 20 maart 2010                                    | Disney XD Latin America    | Estoy en la Banda              |
| Brazilië            | 20 maart 2010                                    | Disney XD Latin America    | Uma Banda lá em Casa           |
| Duitsland           | 26 maart 2010 (Advance) 30 april 2010 (Première) | Disney XD Duitsland        | Disney Tripp's Rockband        |
| Turkije             | 30 maart 2010                                    | Disney XD Turkije          | Iron Weasel: Ben de Gruptayım! |
| Turkije             | 29 mei 2010                                      | Disney Channel Turkije     | Iron Weasel: Ben de Gruptayım! |
| Zuid-Korea          | 10 april 2010                                    | Disney Channel Azië        | 나의 밴드 살리기               |
| Indonesië           | 10 april 2010                                    | Disney Channel Azië        | I'm in the Band                |
| Filipijnen          | 10 april 2010                                    | Disney Channel Azië        | I'm in the Band                |
| Singapore           | 10 april 2010                                    | Disney Channel Azië        | I'm in the Band                |
| Thailand            | 10 april 2010                                    | Disney Channel Azië        | I'm in the Band                |
| Hongkong            | 10 april 2010                                    | Disney Channel Azië        | I'm in the Band                |
| Vietnam             | 10 april 2010                                    | Disney Channel Azië        | I'm in the Band                |
| Maleisië            | 12 april 2010                                    | Disney Channel Maleisië    | I'm in the Band                |
| Italië              | 12 april 2010                                    | Disney XD Italië           | I'm in the Band                |
| Denemarken          | 19 april 2010                                    | Disney XD Scandinavië      | I'm in the Band                |
| Zweden              | 19 april 2010                                    | Disney XD Scandinavië      | I'm in the Band                |
| Noorwegen           | 19 april 2010                                    | Disney XD Scandinavië      | I'm in the Band                |
| Finland             | 19 april 2010                                    | Disney XD Scandinavië      | I'm in the Band                |
| Spanje              | 21 mei 2010                                      | Disney XD Spanje           | Esta es mi Banda               |
| Zuid-Afrika         | 29 mei 2010                                      | Disney Channel Zuid-Afrika | I'm in the Band                |
| Tsjechië            | 17 juli 2010                                     | Disney Channel HU, CZ & SK | Jsem v kapele                  |
| Hongarije           | 17 juli 2010                                     | Disney Channel HU, CZ & SK | Benne vagyok a bandában        |
| Roemenië            | 17 juli 2010                                     | Disney Channel Romania     | Sunt în Formaţie               |
| Bulgarije           | 17 juli 2010                                     | Disney Channel Bulgarije   | В групата съм!                 |
| Frankrijk           | 2010                                             | Disney XD Frankrijk        | I'm in the Band                |
| Portugal            | 2010                                             | Disney Channel Portugal    | I'm in the Band                |
| Rusland             | 2010                                             | Disney Channel Rusland     | I'm in the Band                |
| Nederland           | 22 augustus 2010                                 | Disney XD (Nederland)      | I'm in the Band                |